# フィーニクス (潜水艦)
フィーニクス (HMS Phoenix) はイギリス海軍の潜水艦。パーシアン級。

## 艦歴
建造はキャメル・レアード社。1928年2月7日発注。1928年7月23日起工。1929年10月3日進水。1931年2月3日就役。
「フィーニクス」は第4潜水隊の1隻として中国艦隊に配備された 。1935年9月後半、「フィーニクス」と潜水艦「パンドーラ」、「オーサイアリス」、「オズワルド」および潜水母艦「メドウェイ」は地中海への移動を命じられた。地中海では演習に参加し、8か月後には香港への帰還が命じられた。1940年4月、潜水隊および「メドウェイ」は海軍の作戦支援のため地中海へ移るよう命じられ、「フィーニクス」など12隻の潜水艦で第1潜水隊が編成された。
「フィーニクス」はアレクサンドリアに配備され、1940年6月14日から7月までエーゲ海やドデカネス諸島周辺の哨戒を行った。 
1940年7月、イギリスの地中海艦隊は船団護衛作戦を実行。7月7日の夜中までにアレクサンドリアより艦隊は出撃した。「フィーニクス」はそれより前の7月3日にアレクサンドリアより出撃しており、7月8日に戦艦2隻を含むイタリア艦隊を発見、報告し、また限界の距離で攻撃を行ったが失敗した。この後、イギリスとイタリア艦隊の間でカラブリア沖海戦が発生した。
7月14日を最後に、「フィーニクス」からの連絡は途絶えた。7月16日12時52分、タンカー「Dora C.」を護衛していたイタリア水雷艇「アルバトロス」はアウグスタのSan Croce灯台沖で2つの雷跡を発見した。この魚雷は命中せず、「アルバトロス」は24ノットの全速で魚雷の発射地点へ向かうと爆雷10発を投下。その後気泡が確認された。この「アルバトロス」の攻撃で「フィーニクス」は撃沈されたものと思われるが、「フィーニクス」は7月14日に帰還命令を受け取っているため、「アルバトロス」はイルカを魚雷と誤認し、「フィーニクス」はアウグスタ沖の機雷原で触雷して失われたのかもしれない。ただし、同時期、アウグスタ周辺で機雷の爆発があったという報告もない。

## References
1. 1 2 3 4  Akermann, Paul (1989). Encyclopedia of British Submarines 1901–1955. Great Britain: Maritime Books. p. 298. ISBN 1-904381-05-7
2. ↑  Helgason, Guðmundur. “HMS Phoenix (N 96)”.   uboat.net. 2011年7月25日閲覧。
3. ↑  Mason, Geoffrey. “Service Histories of Royal Navy Warships in World War 2 – Summary”.   Naval-History.net. 2011年7月26日閲覧。
4. 1 2 3  Blamey, Joel C.E. (2002). A submariner's story: the memoirs of a submarine engineer in peace and in war. Cornwall: Periscope Publishing. pp. 63–65. ISBN 1-904381-02-2
5. 1 2  Rohwer, Jürgen (1972). Chronology of the War at Sea, 1939–1945: The Naval History of World War Two. London: Chatham Publishing. pp. 22, 27, 32. ISBN 1-59114-119-2
6. ↑  McCartney, Innes (2006). British Submarines 1939–45. Oxford: Osprey Publishing. p. 23. ISBN 1-84603-007-2
7. ↑  Selected Operations (Mediterranean), p.5
8. ↑  Beneath the Waves、位置5582/10706
9. ↑  Beneath the Waves、位置5582/10706では9日報告
10. ↑  The Naval War in the Mediterranean', p.67, Selected Operations (Mediterranean), p.6
11. ↑  Beneath the Waves、位置5591/10706
12. ↑  Beneath the Waves、位置5591/10706, British Submarine vs Italian Torpedo Boat, pp.50-51
13. ↑  Beneath the Waves、位置5591-5600/10706
14. 1 2  British Submarine vs Italian Torpedo Boat, p.51
15. ↑  Beneath the Waves、位置5600-5608/10706
16. ↑  Beneath the Waves、位置5600/10706

## External links
- Royal Navy Submarine Museum
- Helgason, Guðmundur. “Submarines”.   uboat.net. 2011年7月27日閲覧。